# Kayabi-Arawete
Kayabi-Arawete, skupina indijanskih jezika porodice Tupi-Guarani, Velike porodice Tupian koja obuhvaća tri jezika kojima se služe plemena Araweté (jezik araweté)), Kayabí (jezik kayabí) i Asuriní do Xingú (jezik awaté). Sva tri jezika govore se u području rijeke Xingú u brazilskim državama Mato Grosso (Arawete i Kayabi) i Pará (Asuriní do Xingú).
Jezik asuriní do Xingú ima svega 63 govornika (1994 ALEM); araweté 184 (1994 ALEM) i kayabí 800 (1994 SIL).

## Vanjske poveznice
- Ethnologue (14th)
- Ethnologue (15th)